# Kazarigiri

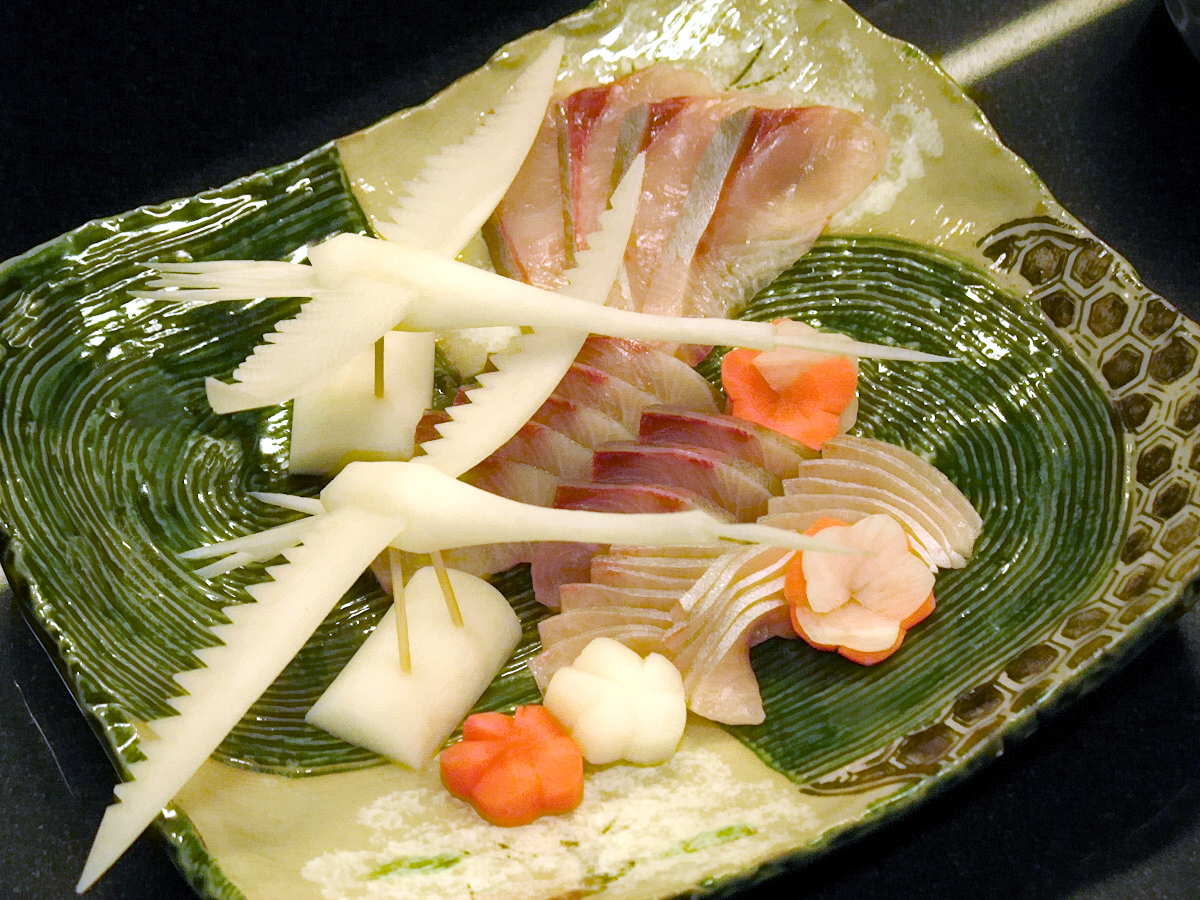
Sashimi met uitgesneden vogels

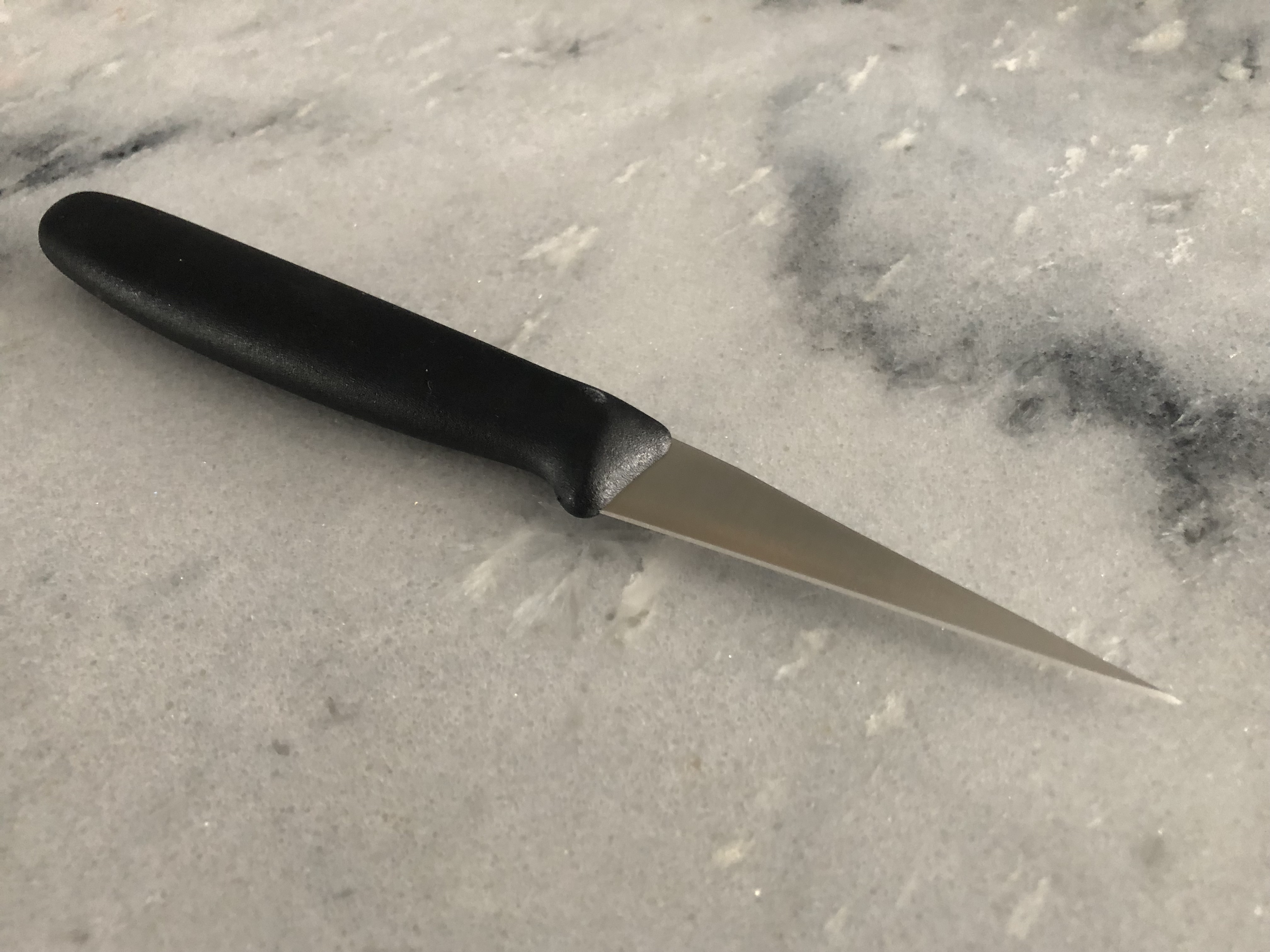
Een modern decoreermes

Kazarigiri of  Kazari-giri is een Japanse term om fruit en groenten decoratief te versnijden tot kunstwerkjes.
Soms ook als haran kazarigiri vertaalbaar naar de 'pieken en dalen' die bij de vormgeving in het voedsel gemaakt worden. Mukimono is een gelijkaardige Japanse term.

## Vormgeving
De vormgeving kan louter abstract zijn tot eenvoudige geometrische vormen en complexere sliertpatronen of streven naar het evenbeeld van een blad, bloem, dier of een andere figuur. Traditioneel werd bij deze techniek een mukimonomes met een smal blad gebruikt, maar tegenwoordig bestaan er ook gespecialiseerde decoreermessen. Professionele beoefenaars gebruiken een uitgebreide set aan keukengereedschappen waaronder dunschillers, bijtels en groenteslijpers.

## Toepassing
Naast een optionele privé en restaurant toepassing vindt de techniek een haast standaard toepassing in de washoku Japanse keuken tijdens de extra verzorgde nieuwjaarsmaaltijden.

## Bewaring
Om de resulterende kunstige voedselstukken te bewaren kan men koud water of ijs gebruiken. Het gebruik van zuren en azijn is een alternatieve manier.